# Backa Folkets hus
Backa Folkets hus var ett Folkets hus beläget i Hisings Backa i Göteborg. Byggnaden uppfördes ursprungligen 1924 och om- och tillbyggdes 1939 i funktionalistisk stil av Sven Wedenmark. Byggnaden är upptagen i kommunens bevaringsprogram 1987. Den inrymmer fem olika lokaler med plats för 30–200 personer, inklusive tidigare Backa Bio (ursprungligen biografen Rex).
1971 såldes byggnaden av Backa Folkets husförening till Göteborgs kommun. Föreningen stod därefter som hyresgäst fram till den 30 september 2020.

## House of Possibilitas
Sedan våren 2022 går huset under namnet House of Possibilitas, då kulturproduktionsbolaget Possibilitas, som främst arbetar med scenkonst och musik, tog över lokalerna. Huset ägs dock fortfarande av Göteborg stad.
Huset erbjuder replokaler för dans och teater, möteslokaler för föreningslivet, ateljéer, kontorsplatser med mera. I huset arrangeras även offentliga tillställningar som föreställningar, föredrag, filmvisningar och mycket annat.